# Clemensbrunnen (Koblenz)

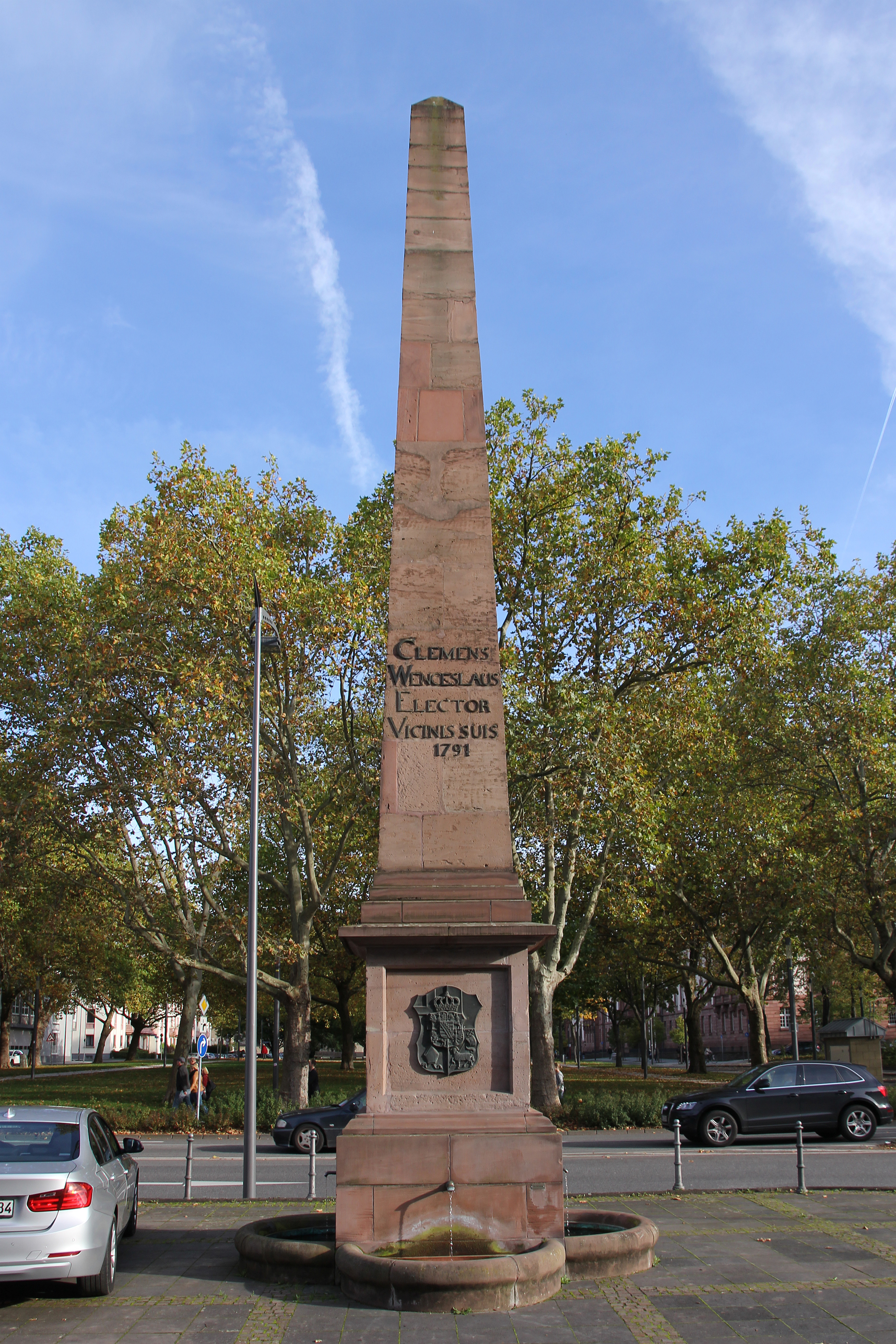
Der Clemensbrunnen in Koblenz

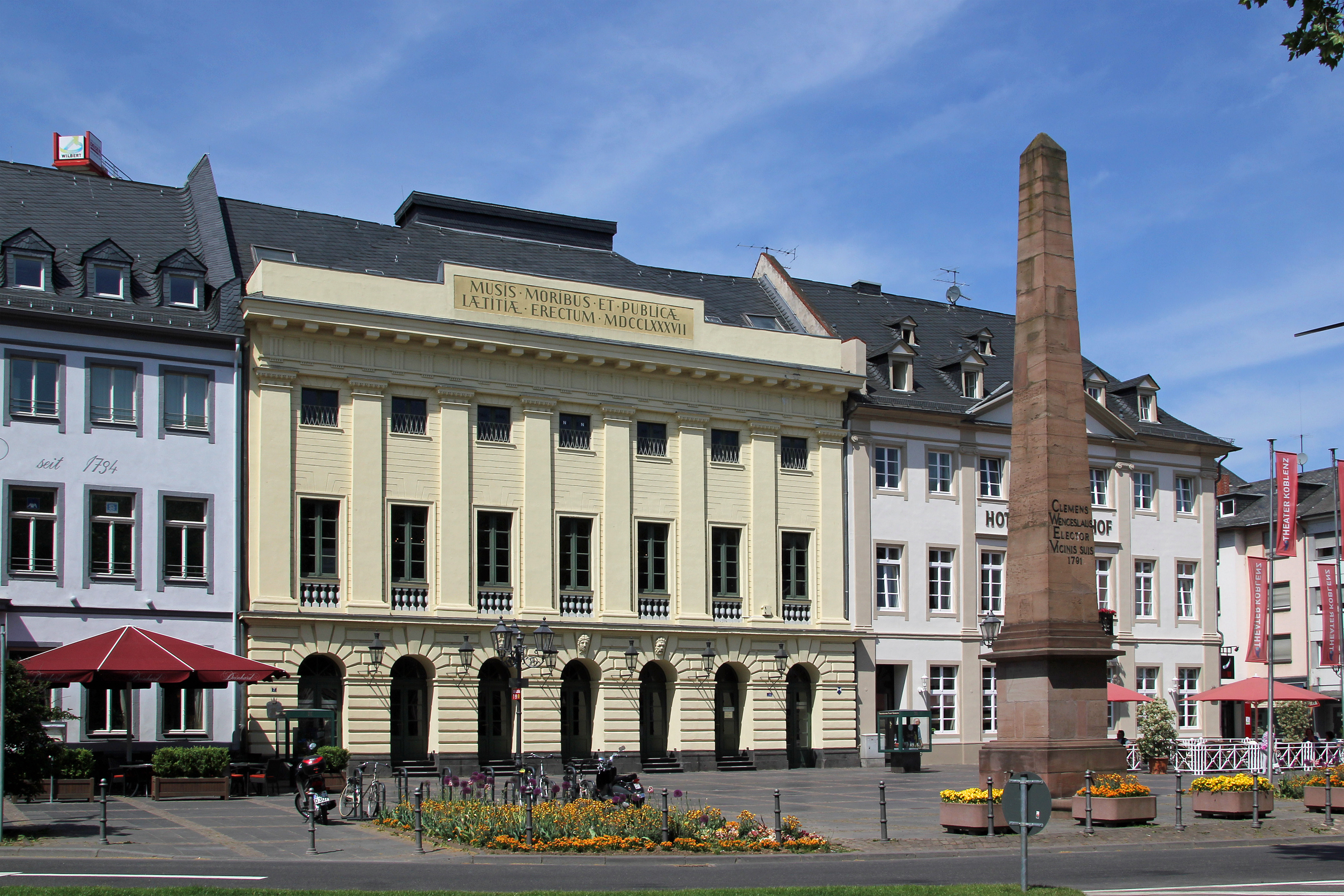
Der Clemensbrunnen steht seit 1970 direkt vor dem Koblenzer Theater

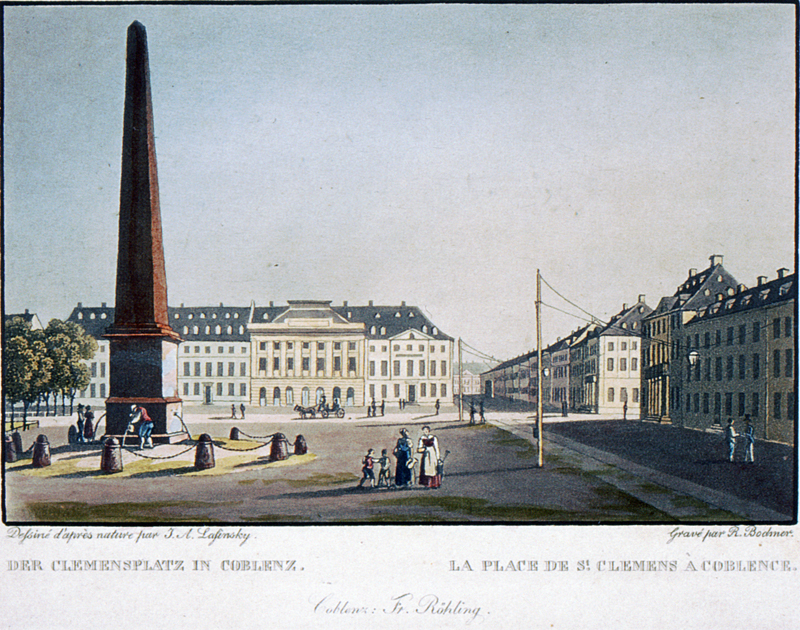
Ursprünglich stand der Brunnen auf dem Clemensplatz

Der Clemensbrunnen ist ein Brunnen in der Altstadt von Koblenz. Der 1791 errichtete Brunnen stand ursprünglich auf dem Clemensplatz und war an die erste kurfürstliche Wasserleitung angeschlossen. Seit 1970 steht er auf dem Deinhardplatz vor dem Theater. Seinen Namen erhielt er von seinem Erbauer, dem letzten Trierer Kurfürsten Clemens Wenzeslaus von Sachsen.

## Geschichte
Die erste Wasserleitung aus Metternich wurde 1786 fertiggestellt und versorgte zunächst nur das neuerbaute Kurfürstliche Schloss mit frischem Quellwasser. Danach ließ der Erbauer von Schloss und Wasserleitung, der Trierer Kurfürst Clemens Wenzeslaus von Sachsen, auf dem Clemensplatz 1791 den ersten öffentlichen Brunnen errichten. Der nach ihm benannte Clemensbrunnen wurde zum Namenstag des Kurfürsten am 23. November 1791 eingeweiht. Er ist der älteste von insgesamt drei öffentlichen Brunnen, die von der ersten funktionierenden Wasserleitung in Koblenz gespeist wurden.
Der Clemensbrunnen wurde 1970 an seinen heutigen Platz vor dem Theater versetzt. Er steht damit nur etwa 75 Meter westlich von seinem ursprünglichen Standort entfernt. Dabei rekonstruierte man die zwischenzeitlich verlorenen vier halbrunden Brunnenschalen und das kurfürstliche Wappen. Danach wurde der Clemensplatz als Parkplatz genutzt und schließlich zur Bundesgartenschau 2011 in eine Parkanlage umgewandelt.

## Bau
Der neun Meter hohe Clemensbrunnen besteht aus einem quadratischen Sockel über einem abgetreppten hohen Postament aus rotem Sandstein und dem darauf stehenden Obelisken. Auf zwei Seiten des Obelisken steht die folgende lateinische Inschrift zu lesen: „Clemens Wenceslaus Elector Vicinis suis 1791“ (deutsch: Clemens Wenzeslaus, Kurfürst, seinen Nachbarn 1791). Auf der dem Theater zugewandten Seite des Postaments befindet sich das Wappen des Kurfürsten. Am Sockel angebracht sind vier steinerne, halbkreisförmige Schalen, in denen das Wasser gesammelt wird.

## Denkmalschutz
Der Clemensbrunnen ist ein geschütztes Kulturdenkmal nach dem Denkmalschutzgesetz (DSchG) und in der Denkmalliste des Landes Rheinland-Pfalz eingetragen. Er steht in Koblenz-Altstadt auf dem Deinhardplatz.
Seit 2002 ist der Clemensbrunnen Teil des UNESCO-Welterbes Oberes Mittelrheintal.